# 岸田日出刀

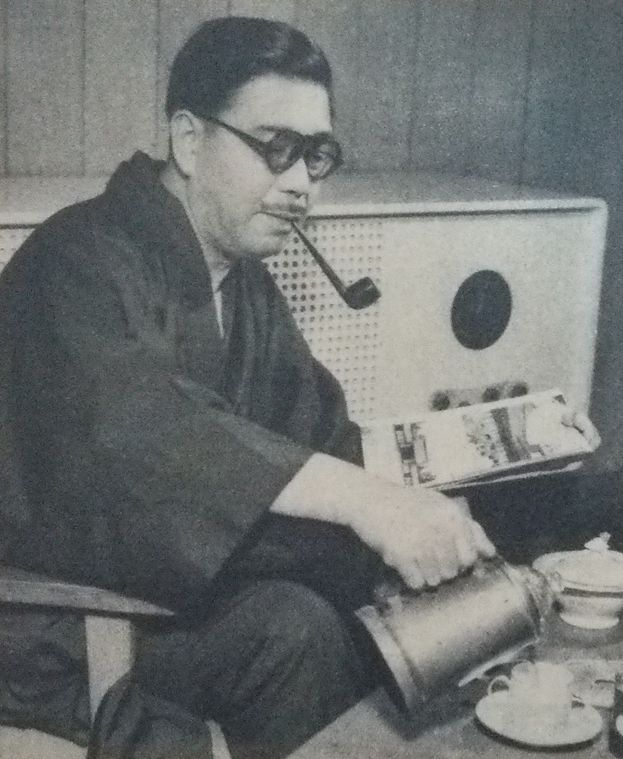
1951年

岸田 日出刀（きしだ ひでと、1899年2月6日 - 1966年5月3日）は、日本の建築学者・建築家。工学博士（1929年）。元東京大学教授。
戦前から戦後にかけて建築分野の造形意匠設計方面の権威であった。東京帝国大学工学部建築学科卒業後、大学に残り非常勤講師を務める傍ら、東京帝国大学大講堂（安田講堂）、同理学部1号館（現存せず）などの設計に携わり、内田祥三とともに関東大震災で被災した東京帝国大学のキャンパス復興に尽力した。東京大学建築学科では建築意匠設計教育に長くかかわり、岸田研究室には前川國男、丹下健三、立原道造、浜口隆一、浅田孝らが在籍し巣立っていったほか、前川や丹下らをバックアップし育てた。

## 来歴

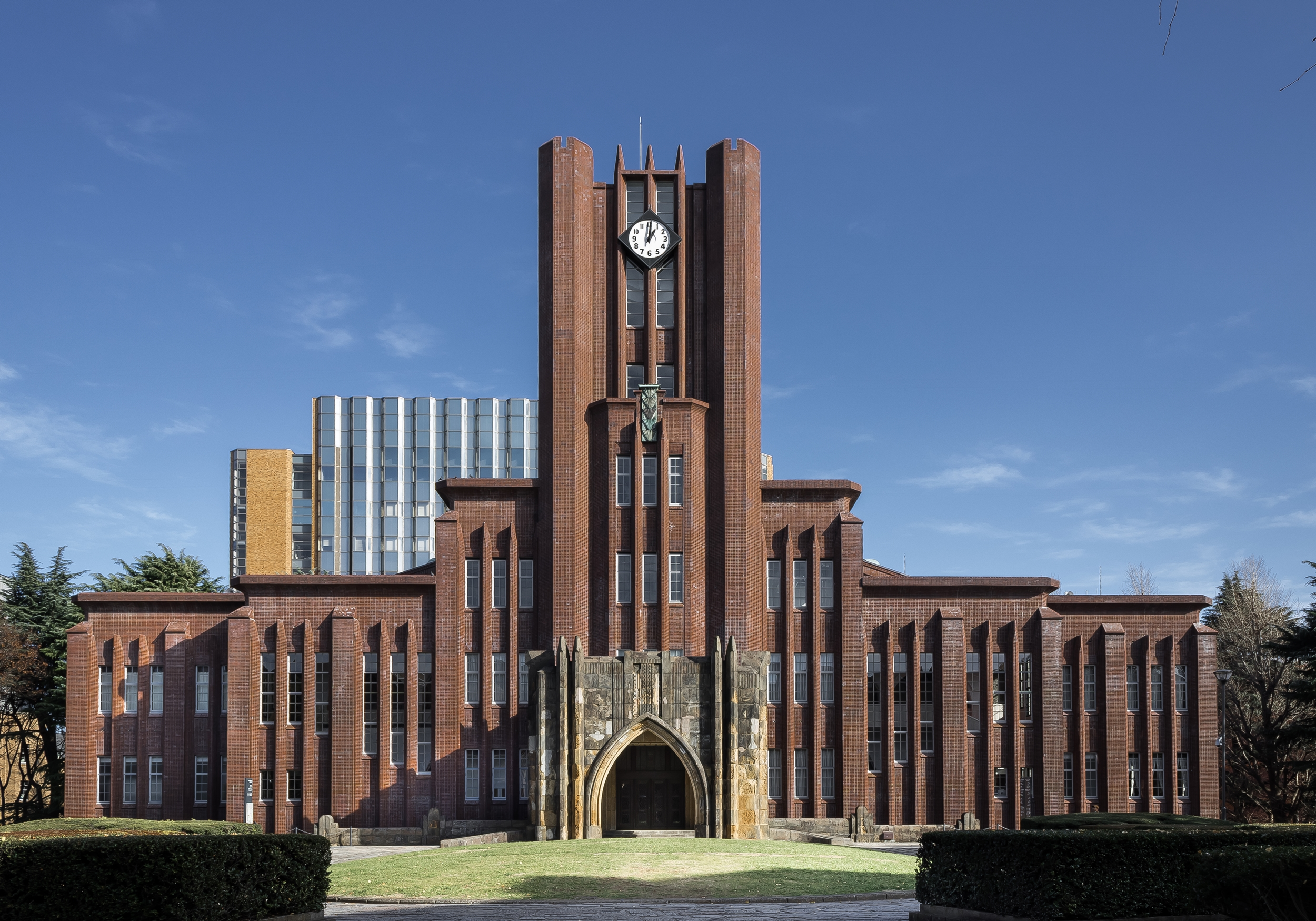
安田講堂。1925年完成。

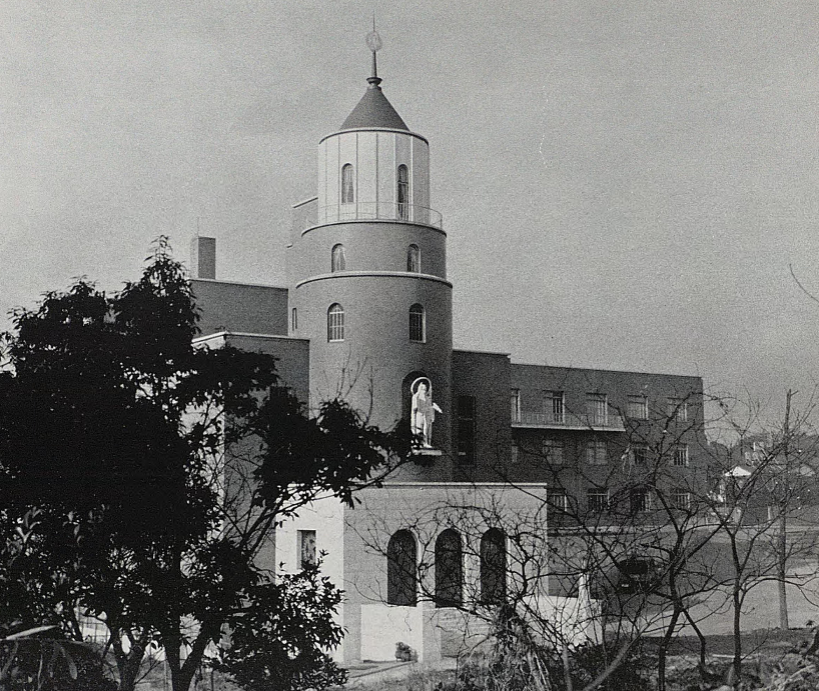
生長の家本部会館。1954年3月1日完成。

福岡市に士族、裁判所書記岸田稔の次男として生まれる（鳥取県東伯郡北条町（現北栄町）出身）。東京府立三中、一高理科甲類を経て、1922年に東京帝国大学工学部建築学科卒業。卒業後は母校で非常勤講師。震災の翌年1924年（大正13年）に、同期の蒲原重雄らと共に「ラトー」という表現派グループを結成し、復興創案展に出展を行った。この年には学士会館や震災記念建造物のコンペティションに参加し、いずれも佳作入選。
1925年（大正14年）東京帝国大学工学部助教授就任。同年12月中旬から1926年（大正15年）11月までの約1年間、初めての海外視察。 (PDF) 
1925年には内田祥三と共に代表建築物である安田講堂を設計。市川市公式ホームページの市ゆかりの人物紹介では「ゴシックのコンセプトと表現主義的なモチーフをおりまぜた様式であり、当時としては斬新な近代的なデザインであった」という論評が掲載されている。
1929年（昭和4年）学位論文『欧州近代建築史論』を発表。工学博士。東京大学教授に就任。1930年代には、多摩帝国美術学校（現多摩美術大学美術学部）でも建築史を教えていた。
1936年（昭和11年）日本工作文化聯盟に参加。「岸田日出刀」(上・下巻 編集委員会編 相模書房 1972）によると1939年（昭和14年）には千葉県市川市に自邸を設計し構える。
昭和20年代から30年代にかけては、式場隆三郎らとともに地域文化活動としての指導的役割も果たし、趣味も写真、ゴルフ、麻雀、玉突（ビリヤード）、囲碁など多彩であり、また釣りをも好み、地元市川市の釣友会に参加もしていた。趣味の写真は『過去の構成』『現代の構成』『熱河遺跡』で自前所有のライカを用いて自ら撮影した写真でまとめられており、その建築観や美意識を窺い知ることができるようになっている。また多くの著作はさまざまな新聞や雑誌媒体に寄稿した建築に関する随筆で、後にこれらを『甍』『堊』『窓』『扉』『縁』というタイトルにて随筆集にしてまとめられたものである。
1947年から翌年まで日本建築学会会長。1948年（昭和23年）日本学術会議会員選出。1950年に1949年度日本芸術院賞受賞。文化財専門審議会第二分科会専門委員、1949年（昭和24年) 日本建築学会設計競技基準委員会委員長、1957年（昭和32年) 千葉大学教授（兼任）。1959年（昭和34年）東京大学教授を定年退職。
「倉吉市庁舎」で1957年度日本建築学会賞を受賞、1960年（昭和35年) 東京オリンピック施設特別委員会委員長などを歴任し、「東京オリンピック施設」で1964年度日本建築学会特別賞を受賞した。
金沢工業大学建築アーカイブズ研究所に岸田日出刀資料が蔵されている。

## 作品
| - 東京大学安田講堂（1925年） - 東京大学医学部付属病院耳鼻咽喉整形外科病室（1925年、現在の南研究棟） - 東京大学外来患者夜間診療所（1926年、現在の広報センター） - 東京大学航空研究所本館（1929年、現在の駒場リサーチキャンパス13号館） - 衆議院議長公邸 - 参議院議長公邸 - 西本願寺津村別院 | - 生長の家本部会館（1954年、渋谷区神宮前1丁目）。 - 湯河原カンツリー倶楽部・クラブハウス（1955年） - 清風寺本堂（1956年） - 高知県庁舎（1962年） - 日本アルプス西嶽山小屋（1936年）。計画図面が残されている。 - 倉吉市役所庁舎。教え子丹下健三との共作。 |

## 著書・寄稿
- Japanese architecture Japan Travel Bureau Tourist library 6
- 縁 (相模書房 1958)
- 京都御所 (相模書房 1954)
- 過去の構成 (相模書房 1951)
- 建築五講 (相模書房 1948)
- 窓 (相模書房 1948)
- 不燃家屋の多量生産方式 (乾元社 1946)
- 焦土に立ちて (乾元社 1946)
- すまひの伝統（日本叢書 1945）
- 建築学者伊東忠太 (乾元社 1945)
- 日本の城 (加藤版画研究所 1944)
- ナチス獨逸の建築 (相模書房 1943 建築新書 8)
- 扉 (相模書房 1942)
- 日本建築の特性 (岸田日出刀執筆 ; 教學局編纂 内閣印刷局 1941 日本精神叢書 50)
- Японская архитектура Хидэто Кисида Акд. о-во Южно-Маньчжурской Железной Дороги 1941 Библиотека туриста 10
- Japanische Architektur von Hideto Kisida ; Deutsche Übersetzung von Arnulf Petzold Reiseverkehrszentrale der japanischen Staatsbahn 1941 Japan Bücherei 2
- 熱河遺蹟 (撮影:土浦龜城, 相模書房 1940)
- 日本建築の特性 (日本文化協会 1940 日本文化 63)
- 日本建築の特性 (教學局 1940 日本精神叢書 55)
- 堊 (相模書房 1938)
- 過去の構成 (相模書房 1938)
- 第十一回オリンピック大會と競技場 (丸善 1937)
- 甍 (相模書房 1937)
- 建築の話 (誠文堂 1932.誠文堂文庫)
- 歐洲近代建築史 (雄山閣 西洋史講座)
- 高層建築 (三省堂 1930.11 クロモシリーズ)
- 現代の構成 (構成社書房 1930)
- 建築樣式の話 (誠文堂 1930.10 Seibundo's 10sen library)
- 過去の構成 (構成社書房 1929)
- 歐洲近代建築史論 (建築學會,1928)
- オットー・ワグナー : 建築家としての生涯及び思想 (岩波書店 1927)

共著
- 反轉現像 . 調色法 . 補力及び減力 . 冩眞印刷 . 建築冩眞 . 植物冩眞 . 動物の生態冩眞（新光社 1935.4 最新写真科学大系 / 中村道太郎編輯 第3回）
- 建築冩眞 . 植物冩眞 . 動物の生態冩眞（武田久吉著 . 中西悟堂らと 新光社 1935.4 最新写真科学大系 / 中村道太郎編輯 第3回）
- 日本建築史 . 支那建築史（藤島亥治郎らと、雄山閣 1932）
- 現代建築大觀 (構成社書房 1929)
- 歐洲近代建築史 . 西洋經濟史 . 基督教發展史 (黒正巖著 . 山中謙二らと, 雄山閣 1936)
- 歐洲近代建築史 . 西洋經濟史 . キリスト教發展史(黒正巖述 . 山中謙二述 らと雄山閣 1932.7 西洋史講座)
- 建築と生活（伊東忠太ほか著 學生社 1962年 科学随筆全集 / 吉田洋一, 中谷宇吉郎, 緒方富雄編 14）
- しょうがっこうずがこうさく (教育図書研究会 [ほか] 編 学校図書, 1956 改訂)
- 小宮豊隆, 岸田日出刀, 柳宗悦集 (東京創元社 1955.4 現代隨想全集 第28巻)
- 衣食住の生活 : 第2学年用A (祖父江寛, 児玉桂三, 岸田日出刀共著 日本書籍, 1953 生活と科学 4)